# Tuffi agli XI Giochi panamericani
Le competizioni di tuffi agli XI Giochi panamericani si sono svolte a L'Avana, a Cuba, dal 2 al 18 agosto 1991.

## Risultati

### Uomini
| Evento                     | Oro           | Perform. | Argento       | Perform. | Bronzo          | Perform. |
| Trampolino 1m (dettagli)   | Mark Lenzi    |          | Abel Ramírez  |          | Jorge Mondragón |          |
| Trampolino 3m (dettagli)   | Kent Ferguson |          | Mark Bradshaw |          | Jorge Mondragón |          |
| Piattaforma 10m (dettagli) | Roger Ramírez |          | Jesús Mena    |          | Patrick Jeffrey |          |

### Donne
| Evento                     | Oro               | Perform. | Argento       | Perform. | Bronzo        | Perform. |
| Trampolino 1m (dettagli)   | Jill Schlabach    |          | Alison Malsch |          | Mayte Garbey  |          |
| Trampolino 3m (dettagli)   | Karen LaFace      |          | Paige Gordon  |          | Mayte Garbey  |          |
| Piattaforma 10m (dettagli) | Eileen Richetelli |          | Alison Malsch |          | María Carmuza |          |

## Medagliere
| Posizione | Nazione     | Oro | Argento | Bronzo | Totale |
| --------- | ----------- | --- | ------- | ------ | ------ |
| 1         | Stati Uniti | 5   | 3       | 1      | 9      |
| 2         | Cuba        | 1   | 1       | 3      | 5      |
| 3         | Messico     | 0   | 1       | 2      | 3      |
| 4         | Cuba        | 0   | 1       | 0      | 1      |
| Totale    | Totale      | 6   | 6       | 6      | 18     |